# 伊集院町飯牟礼
伊集院町飯牟礼（いじゅういんちょういいむれ）は、鹿児島県日置市の大字。旧薩摩国日置郡伊集院郷飯牟礼村、日置郡中伊集院村大字飯牟礼、日置郡伊集院町大字飯牟礼。郵便番号は899-2522。人口は668人、世帯数は257世帯（2020年10月1日現在）。

## 地理
日置市の中央部、大川の上流域に位置している。字域の北方には伊集院町大田、南方には伊集院町古城、東方には伊集院町下谷口、西方には日吉町吉利、日吉町日置がそれぞれ接している。
字域の全域が海抜140m程度の台地にあり、北西部にわずかに田地がある他は畑作を行っている。西部には日置市立飯牟礼小学校があり、小学校周辺に集落が多く所在している。字域の北部を東西に鹿児島県道37号伊集院日吉線が通っており、中央部をほぼ南北に日置広域農道が通っている。
飯牟礼は台地上にあり、霧が多く出るなど茶の栽培に適しており、周辺の恋之原、古城とともに多く鹿児島茶が生産されている。

### 河川
- 大川

## 歴史

### 成立から町村制施行まで
飯牟礼という地名は鎌倉時代より見え、薩摩国伊集院のうちであった。建久8年（1197年）の薩摩国図田帳には伊集院のうちとして、「飯牟礼三町 万得」とある。
江戸時代には薩摩国日置郡伊集院郷（外城）のうちであり、村高は天明8年の「由緒再撰調」では421石余、「天保郷帳」では768石余、「旧高旧領取調帳」では425石余であった。当地は台地上にある為水利に乏しく住民は困窮した生活を明治期まで強いられたとされる。

### 町村制施行以後
1889年（明治22年）4月1日に町村制が施行されたのに伴い、それまでの飯牟礼村は中伊集院村の大字「飯牟礼」となり、1922年（大正11年）に中伊集院村が町制施行し、伊集院町の大字となった。
2005年（平成17年）5月1日に伊集院町が日置郡吹上町、東市来町、日吉町と合併し日置市が成立した。この合併に先立って設置された法定合併協議会である「日置中央合併協議会」において大字名については「字の区域は、現行どおりとし、現行の字の名称の前に当該字の属する合併前の町の名称を付し、字の名称を変更する。」と協定され、旧町名である「伊集院町」を従前の大字名である「飯牟礼」に冠することとなった。合併日の2005年（平成17年）5月1日に鹿児島県の告示である「 字の名称の変更」が鹿児島県公報に掲載された。この告示の規定に基づき即日大字の名称変更が行われ、大字名が「飯牟礼」から日置市の大字「伊集院町飯牟礼」に改称された。

## 人口
以下の表は国勢調査による小地域集計が開始された1995年以降の人口の推移である。
| 統計年             | 統計年 | 人口 | 人口 |
| ------------------ | ------ | ---- | ---- |
| 1995年（平成7年）  | [ 9 ]  | 632  |      |
| 2000年（平成12年） | [ 10 ] | 625  |      |
| 2005年（平成17年） | [ 11 ] | 727  |      |
| 2010年（平成22年） | [ 12 ] | 735  |      |
| 2015年（平成27年） | [ 13 ] | 686  |      |
| 2020年（令和2年）  | [ 3 ]  | 668  |      |

## 施設

### 公共
- 飯牟礼地区公民館[14]
- 飯牟礼児童館

### 教育
- 日置市立飯牟礼小学校
- 日置市立飯牟礼幼稚園（飯牟礼小学校併設）

### 郵便局
- 飯牟礼簡易郵便局[15]

## 小・中学校の学区
市立小・中学校に通う場合、学区（校区）は以下の通りとなる。
| 大字           | 番地 | 小学校               | 中学校               |
| -------------- | ---- | -------------------- | -------------------- |
| 伊集院町飯牟礼 | 全域 | 日置市立飯牟礼小学校 | 日置市立伊集院中学校 |

## 交通

### 道路
主要地方道
- 鹿児島県道37号伊集院日吉線

広域農道
- 日置広域農道